# Skovby (Slesvig)
 For alternative betydninger, se Skovby (flertydig). (Se også artikler, som begynder med Skovby)
 Ikke at forveksle med Skovby (Svans).
Skovby (dansk) eller Schuby (tysk) er en landsby og kommune beliggende cirka 8 kilometer vest for Slesvig by ved motorvejen Flensborg-Hamborg i Sydslesvig. Administrativt hører kommunen under Slesvig-Flensborg kreds i den tyske delstat Slesvig-Holsten. Kommunen samarbejder på administrativt plan med andre kommuner i omegnen i Arns Herred kommunefællesskab (Amt Arensharde). Til kommunen hører Jægerkro (Jägerkrug), Kongshvile (Königswill), Nykro (Neukrug) og Pugholm (Pukholm). I kirkelig henseende hører Skovby under Michaelis Sogn (Mikkels Sogn). Sognet lå i Arns Herred (Gottorp Amt), da Slesvig var dansk indtil 1864.
Skovby er første gang nævnt 1196 (Dipl. dan. 1, 3, 216). Stednavnet henføres til omkringliggende skovområder såsom Pøl Hegn (Pøleskov) og Dyrehaven. Byen lå i middelalderen direkte ved hærvejen og var tingsted i Arns Herred. Om Hærvejen minder endnu navnet af landsbyens danske formsamlingshus (Hærvejshuset).
I vest grænser kommunen til Slesvig by.